# Спортивна гімнастика на літніх Олімпійських іграх 2000 — Опорний стрибок (жінки)
Фінал змагань з опорного стрибка серед жінок у рамках турніру зі спортивної гімнастики на літніх Олімпійських іграх 2000 року відбувся 24 вересня 2000 року.

## Призери
| Золото                      | Срібло                   | Бронза                    |
| Олена Замолодчикова · Росія | Андрея Радукан · Румунія | Катерина Лобазнюк · Росія |

## Фінал
| Місце | Гімнастка                 | Стрибок 1 | Стрибок 2 | Результат |
| ----- | ------------------------- | --------- | --------- | --------- |
|       | Олена Замолодчикова (RUS) | 9.712     | 9.750     | 9.731     |
|       | Андрея Радукан (ROU)      | 9.725     | 9.662     | 9.693     |
|       | Катерина Лобазнюк (RUS)   | 9.662     | 9.687     | 9.674     |
| 4     | Естер Мойя (ESP)          | 9.762     | 9.475     | 9.618     |
| 5     | Лаура Мартінес (ESP)      | 9.662     | 9.562     | 9.612     |
| 6     | Сімона Аманар (ROU)       | 9.625     | 9.450     | 9.537     |
| 7     | Денісс Лопес (MEX)        | 9.087     | 8.600     | 8.843     |

- Примітка:  Дун Фансяо (CHN) була дискваліфікована рішенням МОК від 28 квітня 2010 року: на момент проведення Олімпійських ігор спортсменці не виповнилося 16 років . В фіналі Дун Фансяо набрала 9.487 бала і посіла сьоме місце.